# ジフェニルアミン
ジフェニルアミン（Diphenylamine）は、構造式 (C6H5)2NHの芳香族アミンの一種。 水にはほとんど溶けないが、ベンゼンには溶ける。

## 利用
硝酸塩の検出、DNAの抽出に使われる。硝酸塩の検出は硝煙反応として知られる。